# إيكو بنسون
إيكو بنسون (بالإنجليزية: Ekow Benson)‏ هو لاعب كرة قدم غاني في مركز نصف الجناح، ولد في 23 أبريل 1989 في Akwatia ‏ في غانا. شارك مع منتخب غانا لكرة القدم. أما مع النوادي، فقد لعب مع أشانتي كوتوكو ونادي ميدياما وهارتس أوف أوك.

## وصلات خارجية
- إيكو بنسون على موقع قاعدة بيانات كرة القدم.إي يو (الإنجليزية)
- إيكو بنسون على موقع ناشيونال فوتبول تيمز (الإنجليزية)